# Gewog di Talo
Il gewog di Talo è uno degli undici raggruppamenti di villaggi del distretto di Punakha, nella regione Centrale, in Bhutan.